# Bro'Town
bro'Town est une série d'animation néo-zélandaise créée par Elizabeth Mitchell. Cette comédie, qui fait beaucoup de références à la culture populaire, se destine à un public de jeunes adultes.
La série se concentre sur cinq jeunes garçons, Vale, Valea, Jeff da Maoris, Sione et Mack, qui vivent dans la banlieue d'Auckland et fréquente le collège local où leur principal est un fa'afafine et le professeur d'éducation physique et sportive est le légendaire joueur de rugby à XV ex-All Black Michael Jones.